# 1. Fußballclub Union Berlin 2021-2022
Questa voce raccoglie le informazioni riguardanti l'1. Fußballclub Union Berlin nelle competizioni ufficiali della stagione 2021-2022.

## Maglie e sponsor
Lo sponsor tecnico per la stagione 2020-2021 è Adidas mentre lo sponsor ufficiale è Aroundtown.
| Prima divisa | Seconda divisa | Terza divisa |

## Rosa
| N. |                        | Ruolo | Calciatore         |
| -- | ---------------------- | ----- | ------------------ |
| 1  | Germania (bandiera)    | P     | Andreas Luthe      |
| 3  | Germania (bandiera)    | D     | Paul Jaeckel       |
| 4  | Paesi Bassi (bandiera) | D     | Rick van Drongelen |
| 5  | Germania (bandiera)    | D     | Marvin Friedrich   |
| 6  | Norvegia (bandiera)    | C     | Julian Ryerson     |
| 7  | Germania (bandiera)    | C     | Levin Öztunalı     |
| 8  | Germania (bandiera)    | C     | Rani Khedira       |
| 9  | Germania (bandiera)    | A     | Andreas Voglsammer |
| 10 | Germania (bandiera)    | A     | Max Kruse          |
| 10 | Germania (bandiera)    | A     | Sven Michel        |
| 11 | Nigeria (bandiera)     | A     | Anthony Ujah       |
| 12 | Danimarca (bandiera)   | P     | Jakob Busk         |
| 13 | Ungheria (bandiera)    | C     | András Schäfer     |
| 14 | Nigeria (bandiera)     | A     | Taiwo Awoniyi      |
| 15 | Polonia (bandiera)     | C     | Paweł Wszołek      |
| 17 | Germania (bandiera)    | A     | Kevin Behrens      |
| 18 | Giappone (bandiera)    | C     | Keita Endō         |

| N. |                      | Ruolo | Calciatore                     |
| -- | -------------------- | ----- | ------------------------------ |
| 19 | Danimarca (bandiera) | P     | Frederik Rønnow                |
| 20 | Germania (bandiera)  | C     | Julius Kade                    |
| 21 | Germania (bandiera)  | C     | Grischa Prömel                 |
| 23 | Germania (bandiera)  | D     | Niko Gießelmann                |
| 24 | Giappone (bandiera)  | C     | Genki Haraguchi                |
| 25 | Germania (bandiera)  | D     | Timo Baumgartl                 |
| 26 | Polonia (bandiera)   | D     | Tymoteusz Puchacz              |
| 27 | Suriname (bandiera)  | A     | Sheraldo Becker                |
| 28 | Austria (bandiera)   | A     | Christopher Trimmel (capitano) |
| 29 | Germania (bandiera)  | C     | Laurenz Dehl                   |
| 30 | Germania (bandiera)  | C     | Kevin Möhwald                  |
| 31 | Germania (bandiera)  | D     | Robin Knoche                   |
| 33 | Germania (bandiera)  | D     | Dominique Heintz               |
| 35 | Germania (bandiera)  | C     | Fabio Schneider                |
| 36 | Germania (bandiera)  | A     | Cedric Teuchert                |
| 37 | Germania (bandiera)  | D     | Mathis Bruns                   |
| 39 | Nigeria (bandiera)   | A     | Suleiman Abdullahi             |

## Calciomercato

### Sessione estiva
| Acquisti | Acquisti           | Acquisti               | Acquisti      |
| R.       | Nome               | da                     | Modalità      |
| -------- | ------------------ | ---------------------- | ------------- |
| P        | Frederik Rønnow    | Eintracht Francoforte  | definitivo    |
| D        | Timo Baumgartl     | PSV                    | prestito      |
| D        | Paul Jaeckel       | Greuther Fürth         | svincolato    |
| D        | Bastian Oczipka    | Schalke 04             | svincolato    |
| D        | Tymoteusz Puchacz  | Lech Poznań            | definitivo    |
| D        | Nicolai Rapp       | Darmstadt              | fine prestito |
| D        | Rick van Drongelen | Amburgo                | definitivo    |
| C        | Leon Dajaku        | Bayern Monaco          | definitivo    |
| C        | Laurenz Dehl       | Hallescher             | fine prestito |
| C        | Keita Endō         | Yokohama F·Marinos     | definitivo    |
| C        | Genki Haraguchi    | Hannover 96            | svincolato    |
| C        | Julius Kade        | Dinamo Dresda          | definitivo    |
| C        | Rani Khedira       | Augusta                | svincolato    |
| C        | Kevin Möhwald      | Werder Brema           | definitivo    |
| C        | Levin Öztunali     | Magonza                | svincolato    |
| C        | Paweł Wszołek      | Legia Varsavia         | svincolato    |
| A        | Suleiman Abdullahi | Eintracht Braunschweig | fine prestito |
| A        | Taiwo Awoniyi      | Liverpool              | definitivo    |
| A        | Kevin Behrens      | Sandhausen             | svincolato    |
| A        | Andreas Voglsammer | Arminia Bielefeld      | svincolato    |

| Cessioni | Cessioni            | Cessioni              | Cessioni      |
| R.       | Nome                | da                    | Modalità      |
| -------- | ------------------- | --------------------- | ------------- |
| P        | Loris Karius        | Liverpool             | fine prestito |
| P        | Nikolai Kemlein     | Hertha Berlino        | svincolato    |
| D        | Florian Hübner      | Norimberga            | svincolato    |
| D        | Christopher Lenz    | Eintracht Francoforte | definitivo    |
| D        | Nicolai Rapp        | Werder Brema          | definitivo    |
| D        | Nico Schlotterbeck  | Friburgo              | fine prestito |
| C        | Robert Andrich      | Bayer Leverkusen      | definitivo    |
| C        | Leon Dajaku         | Sunderland            | prestito      |
| C        | Christian Gentner   | Lucerna               | definitivo    |
| C        | Akaki Gogia         | Zurigo                | svincolato    |
| C        | Sebastian Griesbeck | Greuther Fürth        | definitivo    |
| C        | Julius Kade         | Dinamo Dresda         | definitivo    |
| A        | Marius Bülter       | Schalke 04            | definitivo    |
| A        | Marcus Ingvartsen   | Magonza               | prestito      |
| A        | Petar Musa          | Slavia Praga          | fine prestito |
| A        | Joel Pohjanpalo     | Bayer Leverkusen      | fine prestito |

### Sessione invernale
| Acquisti | Acquisti         | Acquisti            | Acquisti   |
| R.       | Nome             | da                  | Modalità   |
| -------- | ---------------- | ------------------- | ---------- |
| D        | Dominique Heintz | Friburgo            | definitivo |
| C        | András Schäfer   | DAC Dunajská Streda | definitivo |
| A        | Sven Michel      | Paderborn           | definitivo |

| Cessioni | Cessioni           | Cessioni            | Cessioni   |
| R.       | Nome               | da                  | Modalità   |
| -------- | ------------------ | ------------------- | ---------- |
| D        | Marvin Friedrich   | Borussia M'gladbach | definitivo |
| D        | Tymoteusz Puchacz  | Trabzonspor         | prestito   |
| D        | Rick van Drongelen | Malines             | prestito   |
| C        | Paweł Wszołek      | Legia Varsavia      | prestito   |
| C        | Fabio Schneider    | KuPS                | prestito   |
| A        | Max Kruse          | Wolfsburg           | definitivo |
| A        | Cedric Teuchert    | Hannover 96         | definitivo |

## Risultati

### Bundesliga

#### Girone d'andata
| Arbitro: | Reichel |

|            |           |           |
| Awoniyi 7’ | Marcatori | 12’ Diaby |

| Arbitro: | Stegermann |

|                         |           |                            |
| Akpoguma 14’ Larsen 30’ | Marcatori | 10’ Gießelmann 47’ Awoniyi |

| Arbitro: | Brych |

|                            |           |               |
| Gießelmann 22’ Awoniyi 41’ | Marcatori | 90+1’ Hofmann |

| Berlino 11 settembre 2021, ore 15:30 CEST 4ª giornata | Union Berlino | 0 – 0 referto | Augusta | Alte Försterei (10 207 spett.)\| Arbitro: \| Petersen \| |
| Arbitro:                                              | Petersen      |               |         |                                                          |

| Arbitro: | Jablonski |

|                                                    |           |                                 |
| Guerreiro 10’ Håland 24’, 83’ Friedrich 52’ (aut.) | Marcatori | 57’ (rig.) Kruse 81’ Voglsammer |

| Arbitro: | Fritz |

|             |           |  |
| Behrens 88’ | Marcatori |  |

| Arbitro: | Stieler |

|                |           |                  |
| Ingvartsen 39’ | Marcatori | 69’, 73’ Awoniyi |

| Arbitro: | Stegemann |

|                        |           |  |
| Awoniyi 49’ Becker 82’ | Marcatori |  |

| Arbitro: | Badstübner |

|              |           |             |
| Faghir 90+3’ | Marcatori | 31’ Awoniyi |

| Arbitro: | Osmers |

|                            |           |                                                           |
| Gießelmann 43’ Ryerson 65’ | Marcatori | 15’ (rig.), 23’ Lewandowski 34’ Sané 60’ Coman 79’ Müller |

| Arbitro: | Stieler |

|                 |           |                         |
| Modeste 7’, 86’ | Marcatori | 9’ Ryerson 45+1’ Prömel |

| Arbitro: | Brych |

|                        |           |  |
| Awoniyi 8’ Trimmel 30’ | Marcatori |  |

| Arbitro: | Stegemann |

|                       |           |                  |
| Sow 22’ N'Dicka 90+5’ | Marcatori | 62’ (rig.) Kruse |

| Arbitro: | Osmers |

|                          |           |            |
| Awoniyi 6’ Baumgartl 57’ | Marcatori | 13’ Nkunku |

| Arbitro: | Jablonski |

|             |           |  |
| Nielsen 55’ | Marcatori |  |

| Berlino 15 dicembre 2021, ore 20:30 CET 16ª giornata | Union Berlino | 0 – 0 referto | Friburgo | Alte Försterei (5 000 spett.)\| Arbitro: \| Aytekin \| |
| Arbitro:                                             | Aytekin       |               |          |                                                        |

| Arbitro: | Reichel |

|  |           |           |
|  | Marcatori | 16’ Kruse |

#### Girone di ritorno
| Arbitro: | Jöllenbeck |

|                    |           |                 |
| Schick 38’ Tah 84’ | Marcatori | 45’, 50’ Prömel |

| Arbitro: | Petersen |

|                           |           |                      |
| Voglsammer 22’ Prömel 73’ | Marcatori | 16’ (aut.) Baumgartl |

| Arbitro: | Brych |

|          |           |                       |
| Koné 40’ | Marcatori | 18’ (rig.), 84’ Kruse |

| Arbitro: | Osmers |

|                          |           |  |
| Gregoritsch 16’ Hahn 59’ | Marcatori |  |

| Arbitro: | Jöllenbeck |

|  |           |                             |
|  | Marcatori | 18’, 25’ Reus 71’ Guerreiro |

| Arbitro: | Schlager |

|             |           |  |
| Okugawa 53’ | Marcatori |  |

| Arbitro: | Dankert |

|                                     |           |              |
| Haraguchi 8’ Becker 56’ Awoniyi 75’ | Marcatori | 90’ Burgzorg |

| Arbitro: | Ittrich |

|                    |           |  |
| Awoniyi 24’ (aut.) | Marcatori |  |

| Arbitro: | Hartmann |

|                    |           |               |
| Awoniyi 41’ (rig.) | Marcatori | 90’ Kalajdžić |

| Arbitro: | Osmers |

|                                                     |           |  |
| Coman 16’ Nianzou 25’ Lewandowski 45+1’ (rig.), 47’ | Marcatori |  |

| Arbitro: | Badstübner |

|             |           |  |
| Awoniyi 49’ | Marcatori |  |

| Arbitro: | Jablonski |

|                      |           |                                                |
| Baumgartl 49’ (aut.) | Marcatori | 31’ Haraguchi 53’ Prömel 74’ Becker 85’ Michel |

| Arbitro: | Willenborg |

|                        |           |  |
| Awoniyi 17’ Prömel 20’ | Marcatori |  |

| Arbitro: | Schlager |

|             |           |                        |
| Poulsen 46’ | Marcatori | 86’ Michel 89’ Behrens |

| Arbitro: | Ittrich |

|            |           |            |
| Michel 72’ | Marcatori | 33’ Hrgota |

| Arbitro: | Brych |

|           |           |                                               |
| Höler 59’ | Marcatori | 11’ Prömel 30’ Trimmel 43’ Becker 90’ Schäfer |

| Arbitro: | Fritz |

|                                   |           |                      |
| Prömel 5’ Awoniyi 25’ (rig.), 88’ | Marcatori | 55’ Zoller 79’ Löwen |

### Coppa di Germania
| Arbitro: | Petersen |

|  |           |           |
|  | Marcatori | 23’ Kruse |

| Arbitro: | Brand |

|             |           |                               |
| Rossipal 4’ | Marcatori | 18’, 118’ Behrens 94’ Awoniyi |

| Arbitro: | Aytekin |

|                                 |           |                                            |
| Khedira 54’ (aut.) Serdar 90+5’ | Marcatori | 11’ Voglsammer 50’ (aut.) Stark 55’ Knoche |

| Arbitro: | Badstübner |

|                           |           |            |
| Becker 45’ Voglsammer 75’ | Marcatori | 21’ Kyereh |

| Arbitro: | Brych |

|                                 |           |            |
| Silva 61’ (rig.) Forsberg 90+2’ | Marcatori | 25’ Becker |

### Conference League

#### Spareggio
| Arbitro: | Bebek |

|  |           |                                            |
|  | Marcatori | 6’, 31’ Awoniyi 29’ Kruse 90+2’ Voglsammer |

| Berlino 26 agosto 2021, ore 20:15 EEST Ritorno | Union Berlino | 0 – 0 referto | KuPS | Olympiastadion (22 159 spett.)\| Arbitro: \| Meler \| |
| Arbitro:                                       | Meler         |               |      |                                                       |

#### Fase a gironi
| Arbitro: | Veríssimo |

|                                |           |             |
| Bah 18’ Kuchta 84’ Schranz 88’ | Marcatori | 70’ Behrens |

| Arbitro: | Walsh |

|                                        |           |  |
| Voglsammer 33’ Behrens 48’ Awoniyi 78’ | Marcatori |  |

| Arbitro: | Kruashvili |

|                                            |           |             |
| Jahanbakhsh 11’ Linssen 29’ Sinisterra 76’ | Marcatori | 35’ Awoniyi |

| Arbitro: | Stefański |

|             |           |                            |
| Trimmel 41’ | Marcatori | 15’ Sinisterra 72’ Dessers |

| Arbitro: | Očenáš |

|  |           |             |
|  | Marcatori | 66’ Ryerson |

| Arbitro: | Balakin |

|           |           |             |
| Kruse 64’ | Marcatori | 50’ Schranz |

## Statistiche

### Statistiche di squadra
| Competizione      | Punti | In casa | In casa | In casa | In casa | In casa | In casa | In trasferta | In trasferta | In trasferta | In trasferta | In trasferta | In trasferta | Totale | Totale | Totale | Totale | Totale | Totale | D.R. |
| Competizione      | Punti | G       | V       | N       | P       | Gf      | Gs      | G            | V            | N            | P            | Gf           | Gs           | G      | V      | N      | P      | Gf     | Gs     | D.R. |
| ----------------- | ----- | ------- | ------- | ------- | ------- | ------- | ------- | ------------ | ------------ | ------------ | ------------ | ------------ | ------------ | ------ | ------ | ------ | ------ | ------ | ------ | ---- |
| Bundesliga        | 57    | 17      | 10      | 5       | 2       | 25      | 17      | 17           | 6            | 4            | 7            | 25           | 27           | 34     | 16     | 9      | 9      | 50     | 44     | +6   |
| Coppa di Germania | -     | 1       | 1       | 0       | 0       | 2       | 1       | 4            | 3            | 0            | 1            | 8            | 5            | 5      | 4      | 0      | 1      | 10     | 6      | +4   |
| Conference League | 7     | 4       | 1       | 2       | 1       | 5       | 3       | 4            | 2            | 0            | 2            | 7            | 6            | 8      | 3      | 2      | 3      | 12     | 9      | +3   |
| Totale            |       | 22      | 12      | 7       | 3       | 32      | 21      | 25           | 11           | 4            | 10           | 40           | 38           | 47     | 23     | 11     | 13     | 72     | 59     | +13  |

### Andamento in campionato
| Giornata  | 1  | 2  | 3 | 4 | 5 | 6 | 7 | 8 | 9 | 10 | 11 | 12 | 13 | 14 | 15 | 16 | 17 | 18 | 19 | 20 | 21 | 22 | 23 | 24 | 25 | 26 | 27 | 28 | 29 | 30 | 31 | 32 | 33 | 34 |
| --------- | -- | -- | - | - | - | - | - | - | - | -- | -- | -- | -- | -- | -- | -- | -- | -- | -- | -- | -- | -- | -- | -- | -- | -- | -- | -- | -- | -- | -- | -- | -- | -- |
| Luogo     | C  | T  | C | C | T | C | T | C | T | C  | T  | C  | T  | C  | T  | C  | T  | T  | C  | T  | T  | C  | T  | C  | T  | C  | T  | C  | T  | C  | C  | T  | C  | T  |
| Risultato | N  | N  | V | N | P | V | V | V | N | P  | N  | V  | P  | V  | P  | N  | V  | N  | V  | V  | P  | P  | P  | V  | P  | N  | P  | V  | V  | V  | V  | N  | V  | V  |
| Posizione | 10 | 12 | 8 | 8 | 8 | 8 | 7 | 5 | 6 | 6  | 8  | 5  | 6  | 6  | 6  | 8  | 7  | 7  | 5  | 4  | 4  | 7  | 9  | 7  | 7  | 8  | 8  | 7  | 7  | 6  | 6  | 7  | 6  | 5  |

Legenda:

Luogo: C = Casa; T = Trasferta. Risultato: V = Vittoria; N = Pareggio; P = Sconfitta.